# Oxalis hirsutissima
Oxalis hirsutissima är en harsyreväxtart som beskrevs av Joseph Gerhard Zuccarini. Oxalis hirsutissima ingår i släktet oxalisar, och familjen harsyreväxter. Inga underarter finns listade i Catalogue of Life.